# Trekanter
Trekanter (Threesome) er en dansk/amerikansk spillefilm fra 1969 instrueret af Brandon Chase (under pseudonymet Lee Beale) efter manuskript af Kenneth Pressman.
Filmen var formelt den første film, der blev optaget i Danmark efter voksencensurens og pornografilovgivningens ophævelse i 1969. Den blev vist i Danmark ved en lukket forestilling i 1969, men fik først offentlig dansk premiere i 1973. Flere af de danske medvirkende hævdede at de var blevet lovet, at filmen ikke ville blive vist i Danmark. Filmen rummer en del nøgenscener, men ingen explicit sex.

## Handling
Om en modekonges hustru, der forelsker sig i en af mandens mannequiner. Først vil hun ikke vedkende sig sine lesbiske tilbøjeligheder, men efter at være blevet voldtaget af en racerkører og efter ophold på en psykiatrisk klinik har hun lettere ved det.